# Blšany
Blšany – miasto w Czechach, w kraju ujskim.
Według danych z 1 stycznia 2024, liczba mieszkańców miasta wynosi 1035 osób (1476. miejsce w kraju wśród miejscowości; 579. miejsce wśród miast).
W tym mieście ma swą siedzibę klub piłkarski - Chmel Blšany.

## Demografia
| Rok             | 2008 | 2016 | 2024 |
| --------------- | ---- | ---- | ---- |
| Liczba ludności | 953  | 970  | 1035 |